# Hans-Jürgen Dörner
Hans-Jürgen Dörner (ur. 25 stycznia 1951 w Görlitz, zm. 19 stycznia 2022 w Dreźnie) – niemiecki piłkarz i trener piłkarski. 
Występował na pozycji obrońcy, w latach 1969–1985 reprezentant Niemieckiej Republiki Demokratycznej w piłce nożnej, złoty medalista Letnich Igrzysk Olimpijskich 1976. Pięciokrotny mistrz NRD w barwach Dynama Drezno (1971, 1973, 1976, 1977, 1978). Trzykrotnie został Piłkarzem Roku w Niemieckiej Republice Demokratycznej (1977, 1984, 1985). 

## Kariera klubowa
Karierę piłkarską rozpoczynał w 1960 w amatorskim klubie BSG Energie WAMA Görlitz, natomiast osiem lat później dołączył do Dynama Drezno. Z tym klubem pięciokrotnie wygrał NRD-Oberligę, jak również puchar kraju. W 1977 został kapitanem zespołu i pełnił tę funkcję do czasu przejścia na emeryturę. W 1999 podczas głosowania, został wybrany najlepszym graczem Dynama Drezno w historii.
Podczas jego pobytu w Dreźnie, klub tylko raz zakończył rozgrywki DDR-Oberligi poza podium (w sezonie 1982/1983 na 7. pozycji).
Dörner nosił opaskę kapitańską na ramieniu podczas udanych sezonów na arenie europejskiej. Dwukrotnie dotarł do ćwierćfinału w Pucharze Mistrzów – w 1977 i 1979. Natomiast jeszcze wcześniej, w sezonie 1975/1976 grał ze swoją drużyną w ćwierćfinale Pucharu UEFA. Następnie, w sezonach 1984/1985 i 1985/1986 grał w Pucharze Zdobywców Pucharów. Na tle innych zespołów z Europy, wyniki Dynama postrzegane były jako wielki sukces. Łącznie zdobył 70 goli w 400 meczach.

## Kariera reprezentacyjna
W barwach reprezentacji NRD zaliczył 100 występów i strzelił 9 goli. W 1976 zdobył złoty medal na igrzyskach olimpijskich w Montrealu.

## Kariera trenerska
W 1985 po raz pierwszy podjął pracę w roli trenera. Do 1990 pracował na stanowisku selekcjonera reprezentacji NRD U-23. Po tym, jak doszły do zjednoczenia kraju, zachował swą pozycję i trenował już zespół pod nazwą Niemcy.
Od 6 stycznia 1996 do 20 sierpnia 1997 był trenerem Werderu Brema. Następnie został trenerem m.in. FSV Zwickau, Al-Ahly, VfB Lipsk i Radebeuler BC 08.

## Sukcesy
- Mistrzostwo NRD (5): 1971, 1973, 1976, 1977, 1978.
- Wicemistrz NRD (5): 1979, 1980, 1982, 1984, 1985.
- Puchar NRD (5): 1971, 1977, 1982, 1984, 1985.